# لاري هوسمان
لاري هوسمان (بالإنجليزية: Larry Hausmann)‏ (11 أغسطس 1941 بسانت لويس في الولايات المتحدة - ) هو لاعب كرة قدم أمريكي في مركز الوسط. شارك مع منتخب الولايات المتحدة لكرة القدم. أما مع النوادي، فقد لعب مع شيكاغو ماستانغز ‏ وسانت لويس ستارز وSt. Louis Kutis S.C. ‏.

## وصلات خارجية
- لاري هوسمان على موقع ناشيونال فوتبول تيمز (الإنجليزية)